# Notoxus hiekei
Notoxus hiekei is een keversoort uit de familie snoerhalskevers (Anthicidae). De wetenschappelijke naam van de soort is voor het eerst geldig gepubliceerd in 1990 door Uhmann.